# Sister Mary Explains It All
Sister Mary Explains It All è un film del 2001, diretto da Marshall Brickman e tratto dalla commedia di Christopher Durang Sister Mary Ignatius Explains It All For You. Durang ha curato anche l'adattamento cinematografico e la sceneggiatura del film.

## Trama
Suor Mary è una suora inflessibile, che insegna con rigore il catechismo ai bambini. Una vigilia di Natale, durante una rappresentazione dei bambini della scuola cattolica, dei suoi vecchi studenti tornano da lei e le rinfacciano gli effetti di quell'educazione impartita senza pietà o intelligenza.